# Berlin-Moabit
Berlin-Moabit est un quartier de Berlin, situé au sein de l'arrondissement de Mitte depuis la réforme de 2001. Il faisait auparavant partie du district de Tiergarten. 

## Toponymie
L'origine du nom de Moabit est discutée. Il a probablement été ainsi attribué par les premiers habitants du secteur, des huguenots français, sous le règne de Frédéric-Guillaume Ier. Ces réfugiés protestants ont nommé leur nouvelle résidence d'après la description biblique que font les Hébreux du pays de Moab, dans lequel ces derniers sont restés avant d'obtenir la permission d'entrer à Canaan. D'autres explications possibles sont proposées sur l'origine du nom : déformation du  français « terre maudit » (la terre maudite), de la langue slave moch (la lande) ou une prononciation issue de l'allemand (dialecte berlinois) Moorjebiet (le quartier du marais).

## Géographie
Le quartier est une île artificielle entourée de cours d'eau, la Sprée, le canal navigable de Berlin-Spandau, le canal de Westhafen et le canal de liaison de Charlottenburg. Il est relié aux quartiers voisins par 25 passerelles et ponts ferroviaires ou routiers.  
Berlin-Moabit s'étend sur 772 hectares. Au nord et à l'est, la limite séparatrice avec Berlin-Charlottenburg-Nord et Berlin-Wedding est accentuée par de nombreuses voies ferrées (empruntées par le Ringbahn entre autres), les cours d'eau et le Westhafen, le plus grand port de Berlin. À l'est se situe Berlin-Mitte qui représente le centre-ville, au sud Berlin-Tiergarten et Berlin-Hansaviertel, à l'ouest Berlin-Charlottenburg.

### Localités
Le quartier est divisé en différentes localités :

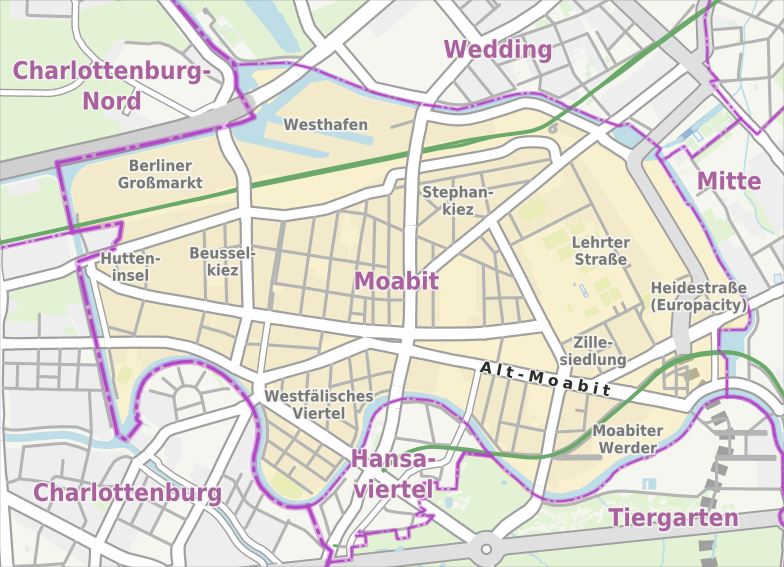
Plan du quartier

- Westfälisches Viertel
- Stephankiez
- Lehrter-Straßen-Kiez
- Hutteninsel
- Beusselkiez
- Zillesiedlung
- Moabiter Werder
- Westhafen
- Berliner Großmarkt

## Population
Le quartier comptait 77 540 habitants le 1er janvier 2017 selon le registre des déclarations domiciliaires, c'est-à-dire 10 044 hab./km2.
1716 : 00formation du vieux-Moabit (‚Alt-Moabit‘)

1801 : 00000120 hab.

1805 : 00000201 hab.

1818 : 00formation du nouveau Moabit fusionné avec le vieux-Moabit pour former un faubourg industriel

1835 : 00000709 hab.

1861 : 000 6.534 hab., intégration à Berlin

1871 : 00 14.818 hab.

1880 : 00 29.693 hab.

1910 : 0 190.000 hab.

2004 : 00 74.631 hab.

2005 : 00 68.908 hab.

2006 : 00 75.181 hab.

2007 : 00 69.491 hab.

## Histoire
L'industrialisation de Moabit a commencé en 1820 où, avec l'appui financier d'un conseiller de la cour, Baillif, le pont du Moabit a été construit sur la Spree. Celui-ci fut bientôt suivi d'usines, d'une centrale électrique, du canal navigable de Berlin-Spandau, du port de l'Ouest, de la gare de Hambourg et de la gare de Lehrte.
Puis une prison-modèle fut construite en 1848, bientôt suivie par d'autres institutions pénales et une cour de justice. Cela a abouti à une croissance exponentielle de la population du secteur, facilitant la diffusion d'une épidémie de variole. En conséquence, le deuxième hôpital de Berlin fut érigé aussi à Moabit.
Une grande partie de quartier était constituée d'habitations ouvrières traditionnelles. Sous le Troisième Reich, il était réputé pour son activité politique intense (comme le quartier « Beusselkiez la Rouge » ou son voisin Rostock Kiez). Après la prise de pouvoir d'Hitler en 1933, ces quartiers de Moabit furent considérés comme des îlots de résistance communistes.

### AuXXIesiècle
Avec la chute du mur de Berlin, le positionnement géographique de Moabit changea : d'une zone frontalière de Berlin-Ouest, elle devint une zone centrale dans la ville réunifiée. En raison de sa proximité avec la nouvelle zone gouvernementale (Band des Bundes c'est-à-dire le « Ruban fédéral ») beaucoup de nouvelles constructions tertiaires sont sorties de terre à cet endroit, comme : le Bundesministerium des Innern (Ministère fédéral de l'Intérieur).

D'autres infrastructures importantes furent également érigées après la réunification comme la Berlin Hauptbahnhof, la gare ferroviaire centrale de la capitale, construite à l'emplacement de l'ancienne Lehrter Bahnhof (gare de Lehrte).

## Monuments
- Église Saint-Jean
- Église Saint-Paul
- Église Saint-Sauveur
- Deutsches Kolonialmuseum (1899-1915)
- Cube Berlin